# جراح الظفيري
جراح عايد الظفيري ، من مواليد 11 أغسطس 1983 ، لاعب كرة قدم كويتي. يلعب مع نادي كاظمة. لعب مع منتخب الكويت لكرة القدم.